# Tytroca sabulifera
Tytroca sabulifera là một loài bướm đêm trong họ Erebidae.